# Onze-Lieve-Vrouwekerk (Grimminge)

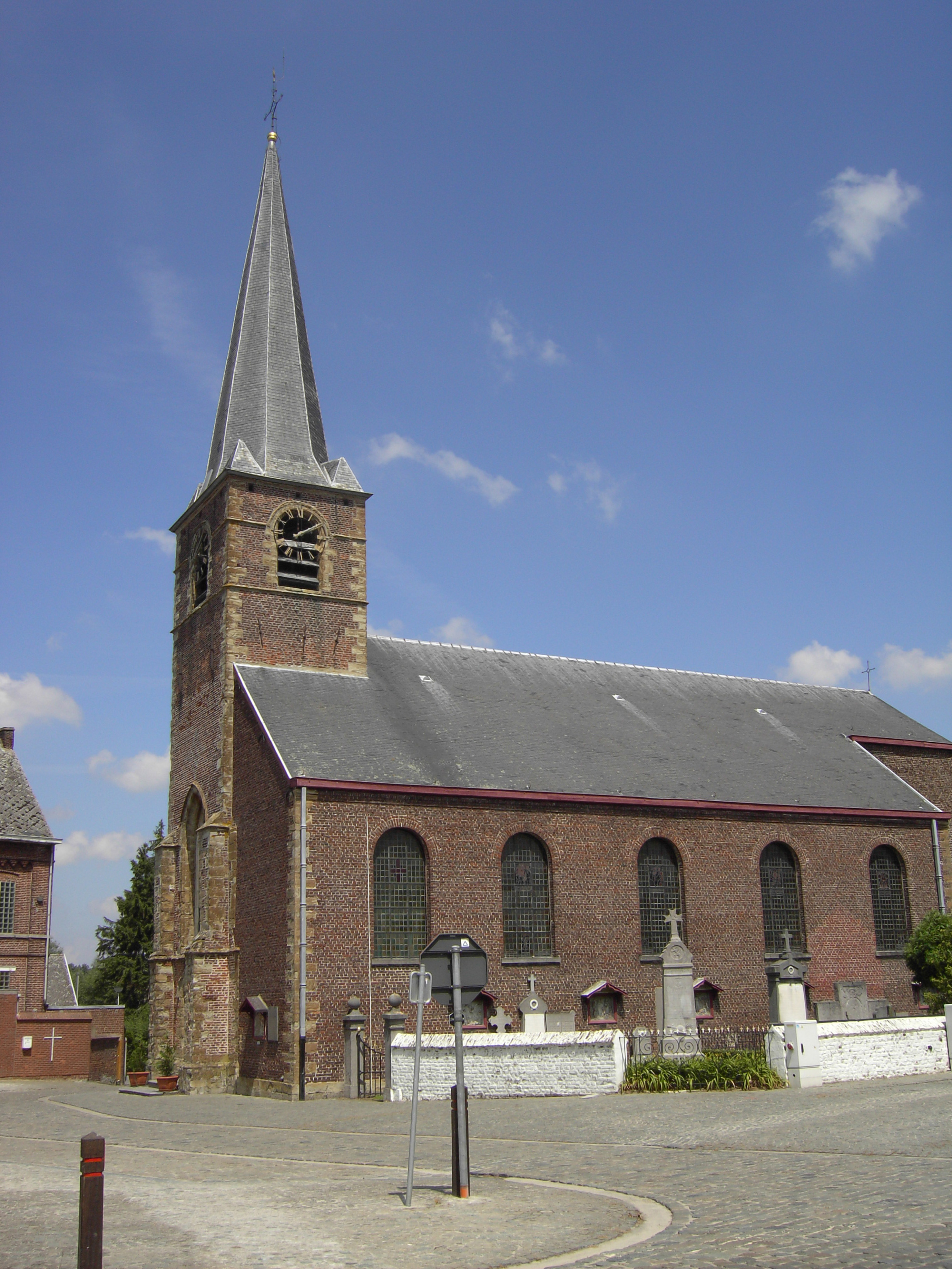
Onze-Lieve-Vrouwekerk

De Onze-Lieve-Vrouwekerk is de parochiekerk van de tot de Oost-Vlaamse gemeente Geraardsbergen behorende plaats Grimminge, gelegen aan het Grimmingeplein.

## Geschiedenis
Deze kerk werd gebouwd in 1842-1843 in neoclassicistische stijl. De ingebouwde westtoren is van een oudere kerk, en is 17e-eeuws.

## Gebouw
Het betreft een driebeukige bakstenen kerk met halfcirkelvormig afgesloten koor. De plint en de hoekblokken zijn van zandsteen. De ingebouwde westtoren heeft drie geledingen.
De kerk wordt omringd door een kerkhof.

## Interieur
De middenbeuk wordt overkluisd door een tongewelf en de zijbeuken door een kruisribgewelf.
Van omstreeks 1600 zijn een Sint-Antoniusbeeld en een Mariabeeld, beide in hout. Verder bezit de kerk een 17e-eeuws houten kruisbeeld en tegen de zuidmuur zijn enkele 17e-eeuwse grafstenen opgesteld.